# 列夫斯基
列夫斯基是保加利亞的城鎮，位於該國北部，距離首府普列文43公里，由普列文州負責管轄，海拔高度51米，該地區自史前時代有人類居住，2009年人口10,571。

## 外部連結
- Website of Levski
- Levski at Domino.bg